# Huntress-Gletscher
Der Huntress-Gletscher ist ein Gletscher an der Südküste der Livingston-Insel im Archipel der Südlichen Shetlandinseln. Er fließt in südwestlicher Richtung zum Kopfende der False Bay.
Das UK Antarctic Place-Names Committee benannte ihn 1958 nach dem Schoner Huntress unter Kapitän Christopher Burdick († 1831) aus Nantucket, der die Südlichen Shetlandinseln zwischen 1820 und 1821 besucht hatte.